# Distichopora profunda
Distichopora profunda är en nässeldjursart som beskrevs av Sydney John Hickson och J.L. England 1909 . Distichopora profunda ingår i släktet Distichopora och familjen Stylasteridae.
Artens utbredningsområde är Indiska oceanen. Inga underarter finns listade i Catalogue of Life.